# يونيس دي سوزا
يونيس دي سوزا (بالإنجليزية: Eunice de Souza)‏ (1940، بونه في الهند - 29 يوليو 2017)؛ كاتِبة مُتخصِّصة في أدب الأطفال، مخرجة مسرحية، بروفيسورة وشاعرة هندية.